# Hertz
 For alternative betydninger, se Hertz (flertydig). (Se også artikler, som begynder med Hertz)
Frekvens måles i den afledte SI-enhed hertz (symbol Hz), der svarer til antallet af svingninger per sekund eller perioder per sekund, dvs. 1 Hz = 1 s-1 = 1/s.
Enheden hertz er opkaldt efter den tyske fysiker Heinrich Rudolf Hertz.

## Historisk
Før 1923 blev frekvensen typisk ikke anvendt eller angivet for radiostationer, det skyldes at radiobølger i radiofoniens barndom, primært refererede til radiobølger ved deres bølgelængde i meter. Det er den historiske grund til at mange radiobånd stadig angives ved deres bølgelængdebånd. Eksempler; læs i: Kortbølgebånd og radioamatørbånd.
Mellem ca. 1923 til 1960 anbefales det at angive radiobølgers frekvens på dansk cyklusser per sekund - engelsk cycles per second forkortet til cps eller c/s; f.eks. forkortes kilocycles per second til kcps - og blev forkortet yderligere til kc - og Mc for megacycles [underforstået per second].
Fra 1960 angives frekvens i Hertz. Skal man stille ind på en radiostation, angives den ved sin bærebølges frekvens.